# Паскаль Турон
Паскаль Турон (фр. Pascal Touron, 22 травня 1973) — французький академічний веслувальник.
Срібний призер Олімпійських Ігор 2004 року в складі парної двійки легкої ваги, бронзовий призер 2000 року в складі парної двійки легкої ваги.
Чемпіон світу 2001 року в складі вісімки легкої ваги, бронзовий призер 1996 року в складі парної четвірки легкої ваги.